# قلعه اسپارنبرگ
۵۲°۰۰′۵۴″شمالی ۸°۳۱′۳۶″شرقی / ۵۲٫۰۱۴۹°شمالی ۸٫۵۲۶۷۸°شرقی
قلعه اسپارنبرگ (به انگلیسی: Sparrenberg Castle) یک قلعه بازسازی شده در منطقه بیله فلد میته در بیله‌فلد، آلمان است. این برج در تپه اسپارنبرگ در جنگل توتوبورگ و ۶۰ متر (۲۰۰ فوت) بالاتر از مرکز شهر قرار دارد. ظاهر فعلی آن عمدتاً در قرن ۱۶ و ۱۹ سرچشمه گرفته است. اسپارنبرگ به عنوان نقطه عطف بیله فلد در نظر گرفته می‌شود.